# Струйские
Стру́йские (Стружские, также Струские, Струшские, Струтцкие) — русский старинный дворянский род русско-литовского или польского происхождения.

## История рода
Представители рода Струйских (Струских, Стружских) появились в России предположительно в конце XV века в княжение Ивана III, выехав из Польско-Литовского государства. Дети боярские и помещики, они издавна владели землями в Среднем Поволжье, сначала в Нижегородском уезде. Впоследствии им принадлежали Рузаевка и иные поместья в Шишкеевской округе Пензенского наместничества. В Пензенской губернии у Струйских были обширные владения в Инсарском и Саранском уездах. Также они имели домовладение в Москве и земли в Симбирской губернии.
Род Струйских был внесён в VI часть родословной книги Московской губернии, а его герб — в «Общий гербовник дворянских родов Всероссийской империи» (Том III. Лист 51).

## Известные представители
Моисей Федорович Струйский известен за 1550 год как нижегородский помещик.
Василий Матвеевич Струйский в 1569 году упоминается как нижегородский помещик.
Его сын Китай Васильевич Струйский («Китай Васильев сын Стружского») в 1612 году был пожалован поместьем в Нижегордском уезде.
Сын Китая — Леонтий Китаевич Струйский состоял на службе у основателя новой царской династии Михаила Федоровича Романова.
Его сын Юрий Леонтьевич Струйский, служил при дворе царя Алексея Михайловича. В 1662 году он был переведен из рейтар в прапорщики, служил в «черкасских городах», на юге в Чигирине. В 1690 году был пожалован за службу 96 рублями и поместьем в Симбирской губернии размером в 1000 четвертей. У него были дети: сыновья Иван, Тимофей, Яков, Федор, Михаил, Петр и дочь Мария. Но почти все сыновья Юрия Леонтьевича погибли в войне Петра I со шведами — под Нарвой и Нотебургом.
Остался только Яков Юрьевич Струйский. Выйдя в отставку, он женился и стал хозяйствовать в своем имении — селе Кузьмодемьянском. На исходе жизни он принял монашество. Основал в Карсунском уезде Жадовскую пустынь, где и умер.
При этом Яков Юрьевич стал отцом многочисленного семейства. Представители служилого сословия и деятельные хозяйственники, они укрепили и обогатили свои поместья.
Однако судьба их была печальной. Егор Яковлевич Струйский служил императрице Анне Иоановне. Выехав из Москвы в свое имение, он пропал без вести, видимо став, жертвой каких-то интриг во времена бироновщины. Филат и Михаил Яковлевичи Струйские были казнены в своих имениях во время пугачевского бунта.
Потомство было только у Еремея Яковлевича Струйского, военного инженера, служившего при Екатерине II. Его указом от 9 июня 1763 году императрица, отметив заслуги, пожаловала в надворные советники: «Известно и ведомо да будет каждому, что мы Еремея Струйского… за оказанную его к службе верность и прилежность в наши надворные советники в ранее сухопутного подполковника…всемилостивейше пожаловали…». Вскоре после этого Еремея Яковлевич оставил службу и обосновался в селе Рузаевка Пензенской губернии (выкупленной им в 1757 году у лейб-гвардии поручика Т. Лукина).
У Еремея Яковлевича и его жены — Просковьи Ивановны родились сын Николай и дочь Елена (у которой впоследствии было четверо детей).
Наиболее известным из Струйских стал их сын Николай Еремеевич (1749—1796), поэт-графоман, владелец провинциальной частной типографии. Его жена Александра Петровна (Озерова) изображена на известном портрете Рокотова. Его дочь Маргарита помогала ему в работе и получила известность как переводчица. Внебрачным сыном одного из его сыновей, Л. Н. Струйского, был поэт А. И. Полежаев.
Капитан Киевского гренадерского полка Евграф Николаевич Струйский участвовал в Бородинском сражении и в последующих Заграничных походах русской армии 1813—1814 годов.